# Friedrich Wilhelm Bessel
Friedrich Wilhelm Bessel, nemški astronom in matematik, * 22. julij 1784, Minden, Vestfalija, Prusija (sedaj Nemčija), † 17. marec 1846, Königsberg, Prusija (sedaj Kaliningrad, Rusija).

## Življenje in delo
Bessel je začel svojo življenjsko pot kot knjigovodja. Astronomije se je naučil sam in je bil na tem področju kmalu uspešen. Leta 1804 je z 20-imi leti še enkrat preračunal tir Halleyjevega kometa na podlagi starejših opazovanj Thomasa Harriota in Nathaniela Torporleyja leta 1607. Svoje rezultate je poslal Olbersu, na katerega so njegovi računi napravili tolikšen vtis, da je za mladeniča našel službo na observatoriju.
Do leta 1810 je postal Bessel tako ugleden, da ga je opazil pruski kralj Friderik Viljem III. in ga imenoval za nadzornika in glavnega sodelavca pri gradnji Observatorija v Königsbergu. Od leta 1813 do svoje smrti je bil njegov predstojnik. Bil je izvrsten opazovalec in teoretik. Na observatoriju je vneto preučeval Bradleyjeva opazovanja. Določeval je točnost uporabljenih astronomskih inštrumentov. Iznašel je postopke za popravljanje in računanje napak. Izvršil je meritve osnovnih podatkov o precesiji, nutaciji in aberaciji. V astronomske račune je vpeljal številne izboljšave in uvedel postopke matematične analize. Izdelal je poenoten sistem računanja leg zvezd, ki ga še danes uporabljamo. Leta 1818 je izdal katalog leg 50.000 zvezd izračunanih po Bradleyjevih opazovanjih, ki ga je kasneje še izboljšal njegov učenec Argelander.
27. januarja 1829 je pisal Besslu Gauss o osnovah neevklidskih geometrij. Med letoma 1821 in 1825 je Bessel na Observatoriju v Königsbergu izmeril lege 32.000 zvezd v ekvatorialnem koordinatnem sistemu. To število je do leta 1833 naraslo do 75.000 zvezd med 15 stopinjami južne in 45 stopinjami severne deklinacije do magnitude 9m. Izdal je katalog točnih leg zvezd Fundamenta astronomiae. Pri uporabi svojega zvezdnega kataloga izpeljanega iz Bradleyjevih opazovanj za epoho 1830,0 in Piazzijevega kataloga je našel vrednost splošne precesije v longitudi Ψ = 50,3635". Zaradi njegovega dela Bessla smatramo za ustanovitelja sodobne astrometrije.
Zanimal se je tudi za geodezijo. Med letoma 1831 in 1836 je s častnikom in geodetom Baeyerjem meril geografsko stopinjo v Vzhodni Prusiji. Prvi je izračunal paralakso zvezde (61 Laboda (Cygni)) in tako izpolnil 300 let star sen astronomov. Pri predelavi Bradleyjevega kataloga je opazil, da ima ta zvezda, ki jo je odkril Piazzi, veliko lastno gibanje. Menil je, da nam je nenavadno blizu, čeprav ima zelo šibek sij. S Fraunhoferjevim heliometrom, ki mu je omogočal zelo točno merjenje, in, ki ga je zasnoval sam, je v letih od 1837 do 1840 opravil mnoga opazovanja te zvezde. Meril je kotne razdalje med njo in dvema šibkima navidezno bližnjima zvezdama. Zvezdi imata majhno lastno gibanje, sta torej mnogo dlje od Osončja in tvorita z zvezdo le navidezno trozvezdje. Ob koncu leta 1838 je po temeljiti analizi svojih meritev objavil, da je zvezda 61 Laboda v enem letu opisala na nebu manjhno elipso med ostalimi zvezdami. Za paralakso je tega leta dobil 0,37 kotne sekunde, leta 1840 pa 0,348 sekunde. To je pomenilo, da je zvezda od nas 590.000-krat dlje kot Sonce, oziroma 160.000 milijard km daleč ali 11,1 svetlobnega leta. Istega leta sta merila paralaksi α Kentavra (Centauri) in Vege, α Lire (Lyrae) tudi Henderson in Friedrich von Struve. Točnost, s katero je meril Bessel, je bila takšna, kakor da bi izmeril debelino lasu z razdalje 50 m. Za človeka se je s tem Vesolje močno povečalo, saj si je Kepler predstavljal, da je celotna zvezdna krogla od nas oddaljena le kako desetino svetlobnega leta, Newton pa si je upal to številko povečati na morda 2 svetlobni leti. Besslova objava o odkritju zvezdne paralakse je pomenila še končno potrditev Kopernikove teorije, saj je bila poleg zvezdne aberacije svetlobe, ki jo je odkril leta 1728 Bradley, očiten dokaz za gibanje Zemlje v prostoru. Do sredine 20. stoletja so izmerili že 60.00 tisoč zvezdnih paralaks. Na ta način so merili razdalje do 100 svetlobnih let.
Leta 1841 je Bessel določil elipsoidno obliko Zemlje, polmer ob ekvatorju a = 6.377.397,155 m, polmer ob poldnevniku b = 6.356.078,963 m in sploščenost e = 1/299,1528128, ter njeno maso.
Svoje delo Astronomska opazovanja (Astronomische Untersuchungen) je objavil leta 1842.
V letu 1844 je s svojim Fraunhoferjevim heliometrom opazil nepravilnosti v gibanju Sirija in Prokijona ter zaključil, da jih ne povzroča paralaksa, ampak neki njun nevidni spremljevalec, ki kroži okrog zvezd. Pozneje je Sirij B, belo pritlikavko, leta 1862 še z nedokončanim zrcalnim daljnogledom odkril Alvan Graham Clark. To njegovo odkritje je označilo premik v zanimanju astronomov od Osončja, ki ga je Laplace tako skladno in navidezno dokončno obdelal, k zvezdam. Vendar Osončje še ni bilo izčrpano, kot je pokazal eno leto prej Schwabe, s svojim pomembnim odkritjem periodičnosti Sončeve aktivnosti. Wilhelm Beer je opravil odlično delo celo pri tako vsakdanjem opravilu, kot je kartiranje Luninega površja. Tudi Bessel je nekaj svojih zadnjih let posvetil Osončju.
Ukvarjal se je z nepravilnostnmi v gibanju Urana in z možnostjo, da obstaja na robu tedaj znanega Osončja še neodkriti planet. S točnostjo, ki je bila večja kot kdaj prej, je izračunal masi Jupitra in Saturna in pokazal, da nepravilnosti v Uranovem gibanju ni mogoče pojasniti z gravitacijo obeh velikih planetov.
V matematiko je po proučevanju planetnih motenj uvedel po njem imenovane Besslove funkcije, ki jih je prvi določil Daniel Bernoulli, cilindrične funkcije 1. reda, ki se jih dobi kot rešitve Besslove linearne diferencialne enačbe 2. reda:
{\displaystyle x^{2}{\frac {\mathrm {d} ^{2}y}{\mathrm {d} x^{2}}}+x{\frac {\mathrm {d} y}{\mathrm {d} x}}+(x-v)y=0,\qquad v\geq 0\!\,.}
V enačbi je v konstanta, ki ni nujno celo število. Rešitve so odvisne od v, za v = 1/2, 3/2, 5/2, ... Lahko se jih zapiše v sklenjeni obliki kot funkcije x, sin x in cos x, drugače pa so neelementarne. Enačbe tega tipa so zelo pomembne in jih srečamo pri mnogih fizikalnih problemih, na primer pri gostoti svetlobnega toka, pri računanju ločljivosti optičnih priprav, pri porazdelitvi in toku toplote ali elektrike skozi krožni valj ali pri reševanju problemov v valovni teoriji (v = 0 - valovanje krožne opne), teoriji elastičnosti in hidrodinamiki. Izrazi se jih lahko z vrstami, z določenimi integrali in s krivuljnimi integrali na kompleksni ravnini. Pri nekaterih uporabah se srečuje popravljene (modificirane) Besslove funkcije čisto imaginarnega argumenta in so rešitve Besslove enačbe v obliki:
{\displaystyle x^{2}{\frac {\mathrm {d} ^{2}y}{\mathrm {d} x^{2}}}+x{\frac {\mathrm {d} y}{\mathrm {d} x}}-(x^{2}+n^{2})y=0\!\,.}
Dela pri tem problemu ni mogel več nadaljevati, ker ga je doletela smrt, in tako tudi ni mogel biti priča uspehu Le Verriera in Johna Adamsa, ki sta z odkritjem Neptuna končno rešila problem Uranovega tira.

## Priznanja

### Nagrade
Kraljeva astronomska družba (RAS) mu je leta 1829 in 1841 podelila Zlati medalji.

### Poimenovanja
Po njem se imenuje udarni krater Bessel na Luni s koordinatama 21,8° severno; 17,9° vzhodno, premerom 16 km in globino 1,7 km.
Prav tako se imenuje po njem asteroid glavnega pasu 1552 Bessel.